# Tirena

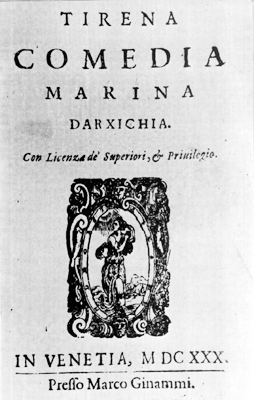
Titelseite des Drucks von 1630 (Venedig, Marco Ginammi)

Tirena ist ein Schäferspiel in Versen des ragusanischen Renaissance-Dichters Marin Držić. Die Haupthandlung dreht sich um die Liebe zwischen dem Hirten Ljubmir und der Nymphe Tirena. Tirena ist Držićs erstes überliefertes Stück und begründete seinen Ruhm als Dramatiker. Es wurde vermutlich 1548 in Dubrovnik uraufgeführt und 1551 erstmals gedruckt.

## Handlung
Das Stück spielt an einem mystischen locus amoenus, an dem sich die mythologische Welt des Schäferspiels der Nymphen, Satyrn und Hirten mit der realen Welt der Bauern vereint. Es ist Frühling.

### Erster Akt

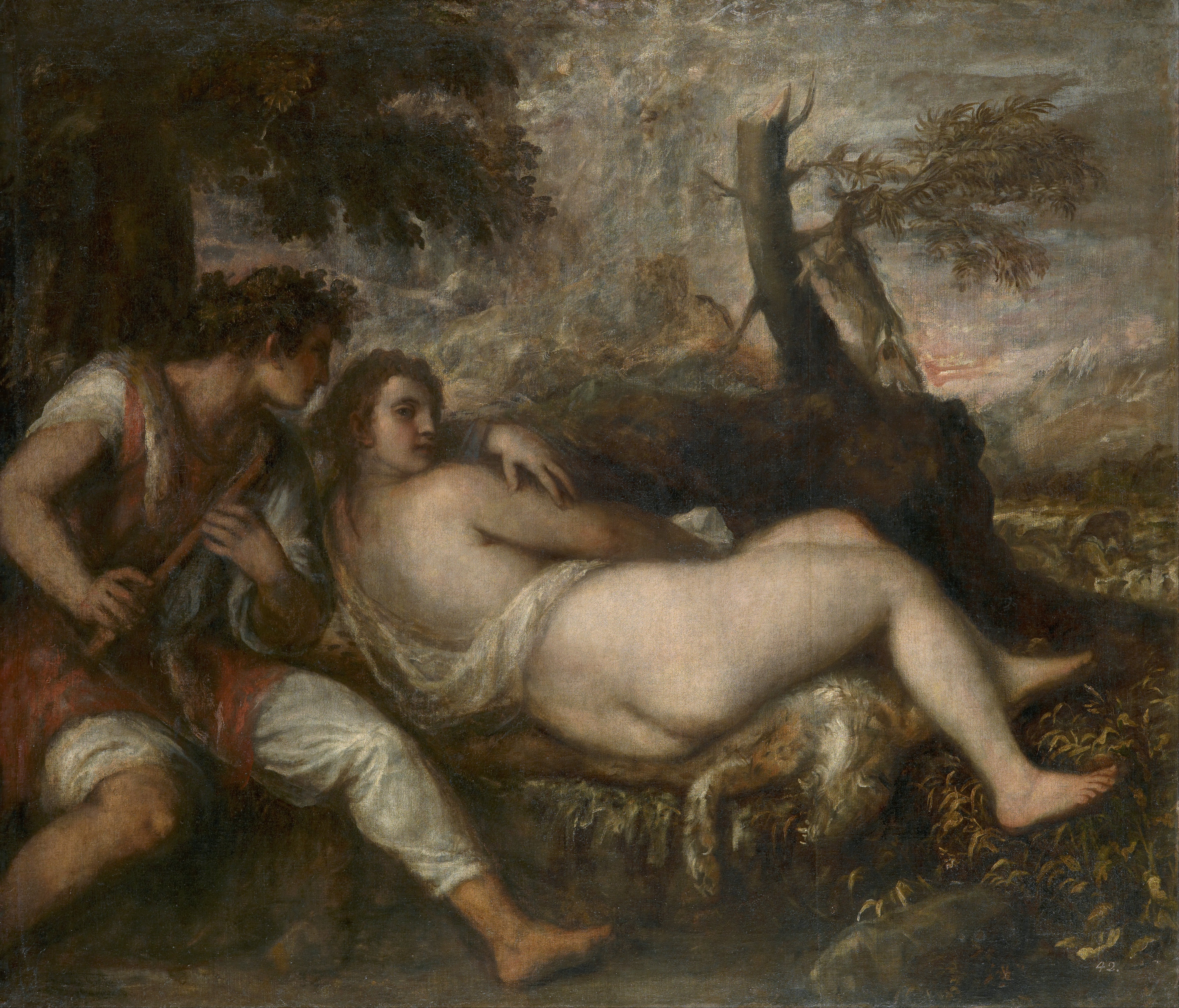
Tizian: Nymphe und Schäfer, um 1570/75, Kunsthistorisches Museum, Wien

In einer einleitenden Szene unterhalten sich die beiden Hirten Ljubenko und Radmio über die unglückliche Liebe ihres Freundes Ljubmir zur Wassernymphe Tirena. In der zweiten Szene tritt diese auf. Sie ist auf der Jagd nach einem Bären und lobpreist die Schönheit der sprießenden Natur, bedauert aber, dass all dies ohne die Liebe jeden Reizes entbehre. Als Ljubmir naht, verbirgt sie sich im Hain. Ljubmir beschwört in einem petrarkistischen Monolog seine Liebe. Da er sich von Tirena verschmäht wähnt, will er sich eben entleiben, da spricht die Geliebte aus ihrem Versteck heraus zu ihm und tröstet ihn. Er bittet sie, sich ihm zu offenbaren, und sie tritt hervor und gesteht ihm ihre Liebe. Am Schluss des Aktes erscheint unversehens ein Satyr und will Tirena erhaschen. Sie flieht vor ihm und Ljubmir setzt den beiden nach.

### Zweiter Akt
In der ersten Szene tritt Tirena auf, die über die Macht ihrer Liebe staunt und sich sorgt, dass der Satyr Ljubmir etwas angetan haben könnte. Der junge Bauer Miljenko kommt und trägt ihr ungelenk seine Liebe an. Tirena hört ihm geduldig zu, weist ihn aber ab und springt dann in einen Brunnen. Miljenko zieht sich aus und will ihr nach, wird aber vom alten Bauern Radat daran gehindert, der ihn wegen dieser Narreteien zurechtweist. Miljenko leide unter einer vražja bijes („teuflische Raserei“), die Liebe mache die Menschen blind und unvernünftig und er solle besser wieder nachhause kommen. Auch Miljenkos Mutter Stojna gesellt sich zu ihnen. Sie beklagt sich, dass der Sohn seine häuslichen Pflichten vernachlässige, und beschwört ihn, von der Nymphe abzulassen und stattdessen eine Bäuerin zu heiraten. Miljenko ist von seinem Wahn nicht abzubringen und macht sich auf, um Tirena zu finden. Stojna schimpft über die heutigen Bräute und wirft ihnen die Todsünden Faulheit und Hochmut vor. Radat widerspricht ihr, betont, dass sich die Alten allzu sehr über die Jugend beschwerten, und plädiert für ein harmonisches Miteinander von Jung und Alt. Er will Miljenko zurückbringen und folgt ihm.

### Dritter Akt
Der dritte Akt bringt sechs Monologe über die Liebe. Zunächst spricht Miljenko über seine Liebe zu Tirena und beklagt sich über die Alten, welche die Jungen nicht verstünden. Dann erscheint Ljubmir, der um Tirena bangt. Schließlich kommt Radat, verflucht Cupido, der die Menschen in den Wahnsinn treibe und von Arbeit und Mäßigung abbringe, und schläft dann erschöpft von seiner langen Suche ein. Über die Reden des Alten erzürnt tritt Cupido selbst auf. Er will an Radat seine Macht demonstrieren und trifft ihn mit seinem Pfeil. Als Tirena am erwachenden Radat vorbeigeht, verfällt der ihr augenblicklich und muss erkennen, dass auch er gegen die Macht der Liebe nicht gefeit ist. In der abschließenden Szene treten die Bauern Dragić (Radats Sohn), Vučeta und Obrad auf, die ebenfalls Miljenko suchen. Sie sind entsetzt, als sie den sonst besonnenen Radat so verändert vorfinden, und fliehen den unheimlichen Ort.

### Vierter Akt
Radat sinnt über sein Alter und wie es die Liebe der schönen Nymphe hindern könnte, trägt sich aber weiterhin mit grotesken, hochfliegenden Plänen. 

„Staro je i sunce toj, ali dobro grije.“

„Die Sonne ist auch schon alt und doch noch sehr schön warm.“

Sein Sohn Dragić tritt zu ihm und will ihn zur Räson bringen. Verzweifelt wettert er gegen Cupido, der nun das Vorgehen aus dem vorangehenden Akt wiederholt und auch Dragić mit dem Pfeil verwundet. Als Bauer verkleidet tritt Cupido ihm entgegen und streitet mit ihm. Als Dragić Tirenas ansichtig wird, verliebt auch er sich in sie und trägt ihr seine Liebe an. Auch ihn weist sie mit ironischen Entgegnungen ab.
Der Satyr aus dem ersten Akt kommt wieder und berichtet von seiner Besessenheit von Tirena. Ljubmir wird seiner endlich habhaft und es kommt zum Kampf zwischen den beiden, im Verlaufe dessen der Satyr Ljubmir mit einem Stein bewusstlos schlägt. Držić variiert nun das Motiv von Pyramus und Thisbe: Als Tirena den vermeintlichen Leichnam des Geliebten sieht, ist sie untröstlich und bricht tot über ihm zusammen.

### Fünfter Akt
Als Ljubmir aus seiner Ohnmacht erwacht und die leblose Geliebte erblickt, will er sich ebenfalls umbringen. Er kann gerade noch von seinen Freunden Ljubenko und Radmio daran gehindert werden. Es kommt zum Dénouement: Als deus ex machina tritt ein Eremit (remeta) auf, Mittler zwischen Himmel und Erde, und animiert die drei Hirten, für die Wiederbelebung Tirenas zu beten. Jeder tut ein Gelübde, dann ertönt eine Stimme aus dem Himmel, die ihre Bitte gewährt. 

„Zavjete primamo, pastiri ljuveni, / a dušu vraćamo prilijepoj Tireni.“

„Wir nehmen eure Gelübde an, ihr guten Hirten, und geben der schönen Tirena die Seele wieder.“

Tirena aufersteht von den Toten und schlägt die Augen auf. In einer rührenden Szene finden die beiden Liebenden Ljubmir und Tirena endlich zusammen. Ihr Glück wird aber von den beiden liebestollen Bauern Miljenko und Radat gestört, die mit den Hirten zu kämpfen beginnen und einen wilden Moriskentanz tanzen, dem sich auch noch drei geile Satyrn anschließen. Tirena interveniert und verspricht einem jeden Gaben des Verstands und eine ihrer holden Schwestern. Alle Anwesenden sind zufrieden und gehen fröhlich tanzend ab.
In der letzten Szene hält Cupido einen kurzen Epilog.

## Form

### Verse
Tirena ist (wie etwa auch Novela od Stanca und Venus und Adonis) grundsätzlich in paargereimten Dodekasyllaben (Zwölfsilblern) verfasst, die nach den ersten 6 Silben zusätzlich gereimt werden. Nur im Monolog der Tirena in der 8. Szene des 4. Aktes weicht Držić davon ab, indem er in kreuzgereimten Achtsilblern schreibt.

### Genre
Das Stück wird meist als Schäferspiel eingeordnet, ein Genre, das sich ausgehend von Italien seit dem 15. Jahrhundert in ganz Europa großer Beliebtheit erfreute. In Dubrovnik war es lange vor Držić eingeführt worden. Mavro Vetranović ließ in seinem Schäferspiel Istorija od Dijane („Die Geschichte von Diana“) bereits alle konventionellen mythologischen Gestalten (darunter Cupido, Nereiden, Satyrn etc.) auftreten, und Nikola Nalješković veröffentlichte ab 1539 insgesamt vier bukolische Dramolette, in denen sich ebenso Nymphen und Satyrn tummelten.
Schon Nalješković hatte das Genre aber ironisiert und parodiert und mit dem Einbezug von genrefremden Bauern zu „saftigen Bauernsatiren“ erweitert, was Držić grundsätzlich übernahm. Dementsprechend wird auch Tirena bisweilen als „Hirten-Bauern-Spiel“, „pastorale Komödie“ o. ä. bezeichnet. Walter Puchner erklärte diese Dubrovniker Eigenart mit der Karnevalstradition:

„Der Einbruch rustikaler Primitivität in die wohlgehüteten Kreise der humanistisch-akademischen Literaturtradition mit ihrer abstrakt-mythologischen Figurenwelt dürfte auch mit der einheimischen Karnevalstradition zu tun haben, wie die farcenhaften Elemente der Überraschung, der Multiplikation und der Repetition nahelegen.“

Wie Wilhelm Creizenach darlegte, übte auch die „Abart des Schäferspiels“, die Držić in Siena bei der Congrega dei Rozzi kennengelernt hatte, einen großen Einfluss aus. „Zauberkundige Eremiten“ und „wunderbare Erweckungen vom Tode“ fänden sich auch in den Komödien Lincia (1521) von Francesco Fonsi und Il Romito negromante (1533) von Angelo Cenni, ebenso „Bauern, die von Cupido angeschossen werden“, in Vallera (1546) von Bastiano di Francesco.

## Geschichte

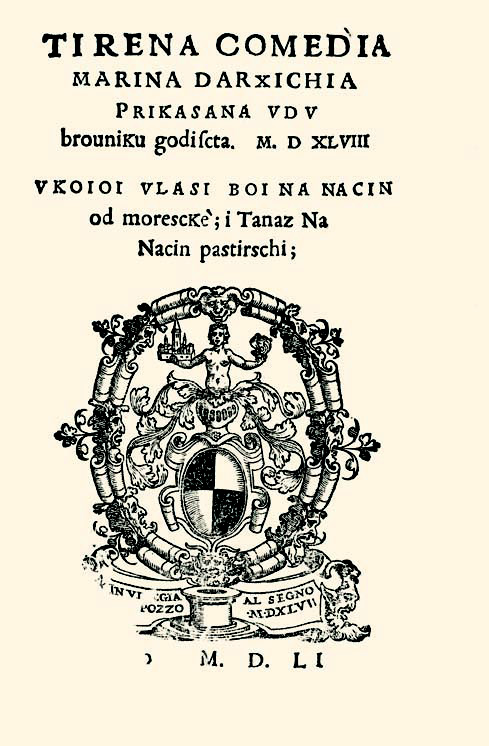
Titelseite des Erstdrucks 1551

Bis zur Wiederentdeckung des Erstdrucks im Jahr 2007 ging man von einer Uraufführung am Karneval 1549 aus (Walter Puchner gibt dieses Datum sogar noch 2015 an). Seither wurde die Datierung auf 1548 korrigiert. Die Vorführung fand im Freien vor dem Rektorenpalast in Dubrovnik statt und wurde – wie aus dem zweiten Prolog hervorgeht – von schlechtem Wetter unterbrochen. Ob Tirena noch vor Pomet, dem verschollenen Vorgänger von Dundo Maroje, gegeben wurde, ist unklar. Klar sind hingegen die unerquicklichen Folgen, die das Stück Držić bescherte: 1549 wurde er des Plagiats an Mavro Vetranović und/oder Nikola Nalješković bezichtigt und verteidigte sich leidenschaftlich gegen die seiner Ansicht nach haltlosen Vorwürfe. Vetranović selbst schrieb ein Gedicht zu seiner Unterstützung.
1551 wurde Tirena ein weiteres Mal aufgeführt, diesmal zusammen mit Venus und Adonis an der Hochzeitsfeier von Vlaho Nikolin Držić und Marija Sinčićević Allegretti. Marin Držić schrieb dafür einen neuen Prolog.
Im selben Jahr wurde das Stück in Venedig ein erstes Mal gedruckt. Der vollständige Titel lautete: Tirena, eine Komödie von Marin Držić, aufgeführt in Dubrovnik im Jahre 1548, in der ein Kampf nach Art der Moresca und ein Tanz nach Hirtenart vorkommt. Der Druck war lange verschollen und wurde erst 2007 in der Biblioteca Nazionale Braidense in Mailand wiedergefunden. Zuvor kannte man lediglich die Nachdrucke von 1607 und 1630.
Den ersten modernen Druck besorgte der Philologe Franjo Petračić 1875 im Rahmen der Gesamtausgabe in der Reihe „Altkroatische Schriftsteller“ (Stari pisci hrvatski) der Kroatischen Akademie der Wissenschaften und Künste. Die erste moderne Aufführung fand 1952 an den Sommerspielen Dubrovnik statt. Ab dem 19. März 1959 wurde das Stück in einer Bearbeitung von Mihovil Kombol 11 Mal am Stadttheater Gavella in Zagreb aufgeführt. Regie führte Branko Gavella, Ivo Malec komponierte Szenenmusik dazu. Tirena wurde von Neva Rošić, Ljubmir von Tonko Lonza, Miljenko von Zorko Rajčić gespielt.

## Trivia

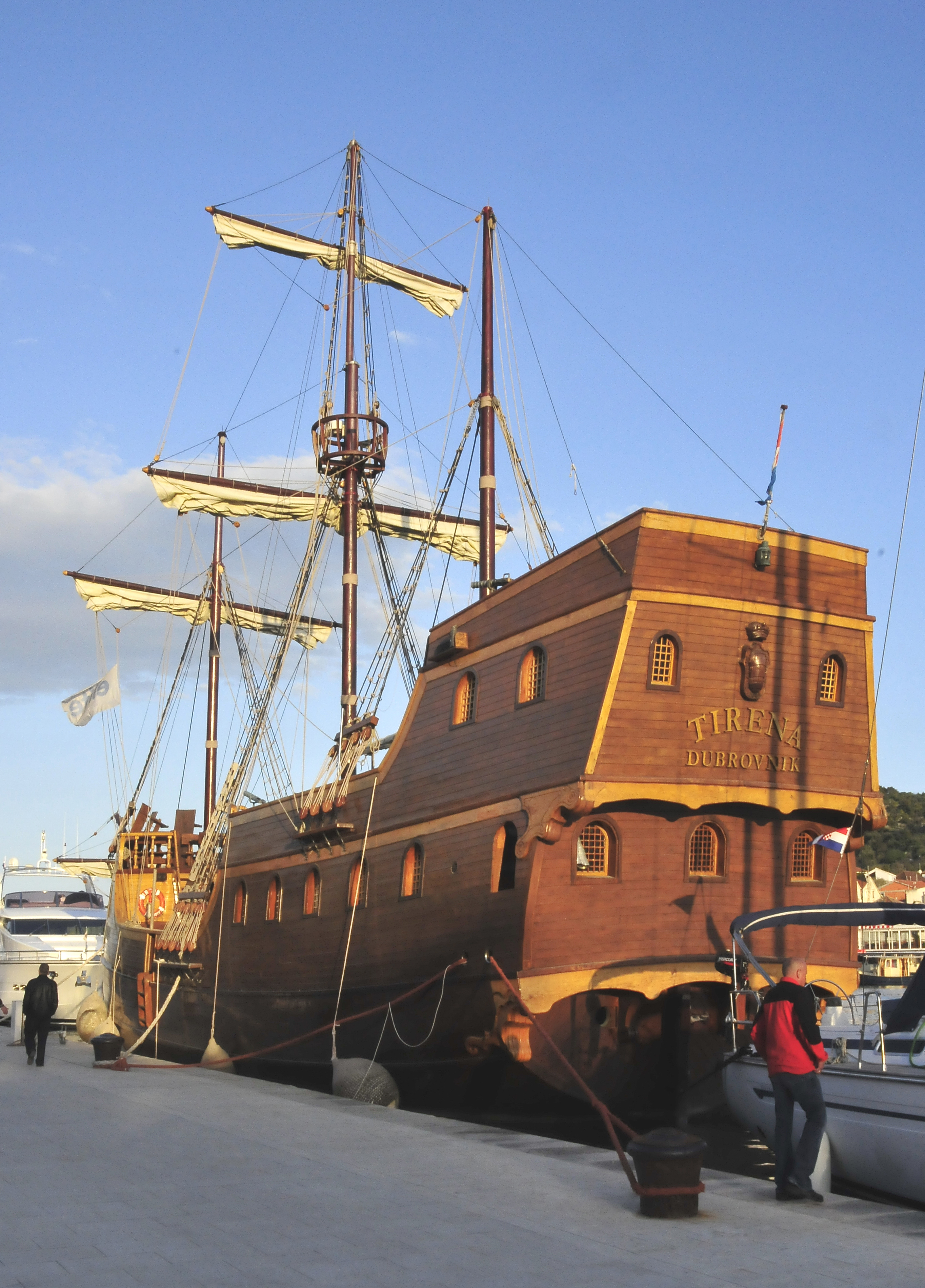
Die „Tirena“, das nach dem Stück benannte Replikat einer Galeone aus Dubrovnik

In Dubrovnik ist das 4-Sterne-Hotel „Valamar Tirena Hotel“ nach Držićs Drama benannt, ebenso der Nachbau einer Galeone aus dem 16. Jahrhundert für touristische Zwecke.